# Daniel de Montmollin
Daniel de Montmollin, conegut també com a « Germà Daniel », és un ceramista suís, nascut el 27 d'agost de 1921 a Sant-Aubin (cantó de Neuchâtel).

## Biografia
Un cop acabats els estudis de teologia, Daniel de Montmollin participa en la fundació de la comunitat de Taizé, a Borgonya, a la que s'uneix el 1942.
Després haver consagrat els seus primers anys dins la comunitat ecumènica a la maçoneria i a la cuina, descobreix per casualitat la ceràmica gràcies al ceramista polonès Alexandre Kostanda i s'inicia en l'aprenentatge del torn l'any 1949 a Cluny. A partir dels anys 50, introdueix aquesta activitat a Taizé.
La seva trobada, l'any 1952, amb el ceramista suís Philippe Lambercy li permet d'aprofundir en l'art dels esmalts ceràmics. A partir del 1956, canvia la ceràmica de baixa temperatura pel gres, després que Antoine de Vinck li mostri la seva traducció del Potter’s Book (El Llibre del ceramista) de Bernard Leach.
Realitza la seva primera exposició a França el 1957 i continuarà exposant en aquest país i a la resta del món, sobretot a la galeria Artisanat et Réalité de Jeanine Sauvaire. A la tardor de 2009 i el 2011, presenta les seves obres, creades especialment per a l'ocasió, a la galeria de la Compagnie de la Chine et des Indes (París) .

## Obra
Daniel de Montmollin és conegut pel seu domini del tornejat en gres i, sobretot, per a les seves investigacions d'un gran rigor científic sobre els esmalts ceràmics.
Els seus esmalts estan elaborats principalment a base de cendres vegetals, que concentren els minerals extrets del sòl per les plantes: cendres de fustes enriquides per l'òxid cobalt per als blaus o cendres de bardisses de La Bresse per al blanc brillant, per exemple. Per a fer els seus esmalts, Daniel de Montmollin utilitza també, de vegades, roques locals recollides al voltant de Taizé. És, avui dia, un dels més grans especialistes dels esmalts a base de cendres de vegetals.
Les ceràmiques de Daniel de Montmollin són, en general, signades de manera discreta amb un tampó en relleu amb la inscripció « D. Taizé ». A banda de la seva obra de gres esmaltat, també és autor de diversos escrits sobre la ceràmica i les arts del foc.

## Escrits
- 1964 : Le Poème céramique. Introduction à la poterie, Morel Éditeur ; reeditat per  Presses de Taizé i posteriorment per La Revue de la céramique et du verre, (1991). (ISBN 2-908988-02-X)
- 1976 : L'Art de cendres : émaux de grès et cendres végétales, ed. Presses de Taizé, (ISBN 2-020044-94-3)
- 1993 : Par l'eau et le feu. Un itinéraire de potier, editat per La Revue de la céramique et du verre, (ISBN 2-908988-06-2)
- 1994 : Être potier d'oasis à Badura ou l'intelligence de la tradition, ed. Argila
- 1997 : Pratique des émaux de grès, editat per La Revue de la céramique et du verre
- 1999 : 
  - Éloge de l'empreinte, de Daniel de Montmollin, Marie-Hélène Lautier i Jean-Claude Meyer, editat per La Revue de la céramique et du verre (ISBN 2-908988-05-4)
  - Le Jardin du potier (nova versió del Secret partagé), editat per La Revue de la céramique et du verre
- 2004 : Le Chaos fertile, ed. Fata Morgana
- 2005 : Pratique des émaux 1 300 °C. Minéraux, roches, cendres, editat per La Revue de la céramique et du verre, (ISBN 2-908988-20-8)
- 2009 : 
  - Le Saut de la carpe, ed. Fata Morgana
  - Pierres habitées, editat per La Revue de la céramique et du verre, (ISBN 2-908988-44-5)
- 2010 : Le jeu de la barbotine - Un défi à la créativité, editat per La Revue de la céramique et du verre, (ISBN 2-908988-55-0)
- 2013 : Les Mains sur terre - présence de la poterie, edicions HD, (ISBN 978-23634-5034-0)
- 2018 : Les taupes, ed. Fata Morgana